# Бажина Надія Валеріївна
Бажина Надія Валеріївна (29 грудня 1987) — російська стрибунка у воду.
Учасниця Олімпійських Ігор 2012, 2016 років.